# Vrnica
Vërmicë en albanais et Vrnica en serbe latin (en serbe cyrillique : Врница) est une localité du Kosovo située dans la commune/municipalité de Vushtrri/Vučitrn et dans le district de Mitrovicë/Kosovska Mitrovica. Selon le recensement kosovar de 2011, elle compte 612 habitants, tous albanais.

## Histoire
Sur le territoire du village se trouve le site de Selište, dont les vestiges remontent aux IIe-Ve siècles ; mentionné par l'Académie serbe des sciences et des arts, il est inscrit sur la liste des monuments culturels du Kosovo. Un pont de pierre remonte également à l'Antiquité et est proposé pour une inscription kosovare.

## Démographie

### Évolution historique de la population dans la localité
| 1948 | 1953 | 1961 | 1971 | 1981 | 1991 | 2011 |
| ---- | ---- | ---- | ---- | ---- | ---- | ---- |
| 327  | 345  | 478  | 694  | 839  | 889  | 612  |

|  |